# 托尼·霍克职业滑板4
《托尼·霍克职业滑板4》是一款由Neversoft制作、动视发行的第一人物极限体育游戏。本游戏最初于2002年10月23日在PlayStation2发行。游戏后移植至多个平台。本作是《托尼·霍克系列》的第4作。
游戏从职业生涯模式开始。
《托尼·霍克职业滑板4》好评如潮。《IGN》给予本游戏XBox版本给予9/10分。